# Villa del Salto (1861)
Villa del Salto fue un vapor fluvial operado por la Armada Uruguaya de 1863 a 1865. El buque fue construido por el astillero escocés J. & G. Thomson. El 3 de julio de 1861 el vapor fue botado por orden de la compañía uruguaya Salteña. Este hecho marcó el inicio de la historia de un barco que pronto se convertiría en parte integral de la historia marítima de ese país. El barco medía 173 pies de largo, 23 pies de manga y 9,2 pies de puntal. El casco del barco estaba fabricado íntegramente de hierro. Su propulsión consistía en una máquina de vapor de dos cilindros con 110 CV de potencia que movía dos ruedas laterales. En 1863, fue utilizado por las fuerzas del Partido Colorado durante la Guerra Grande. Sin embargo, en diciembre de 1864 fue bloqueado en Paysandú por fuerzas brasileñas, durante la Guerra de Uruguay. En este conflicto, enfrentó tres cañoneras imperiales brasileñas, encalladas intencionalmente y siendo incendiadas por su tripulación para evitar caer en manos enemigas.